# 復員スーツ

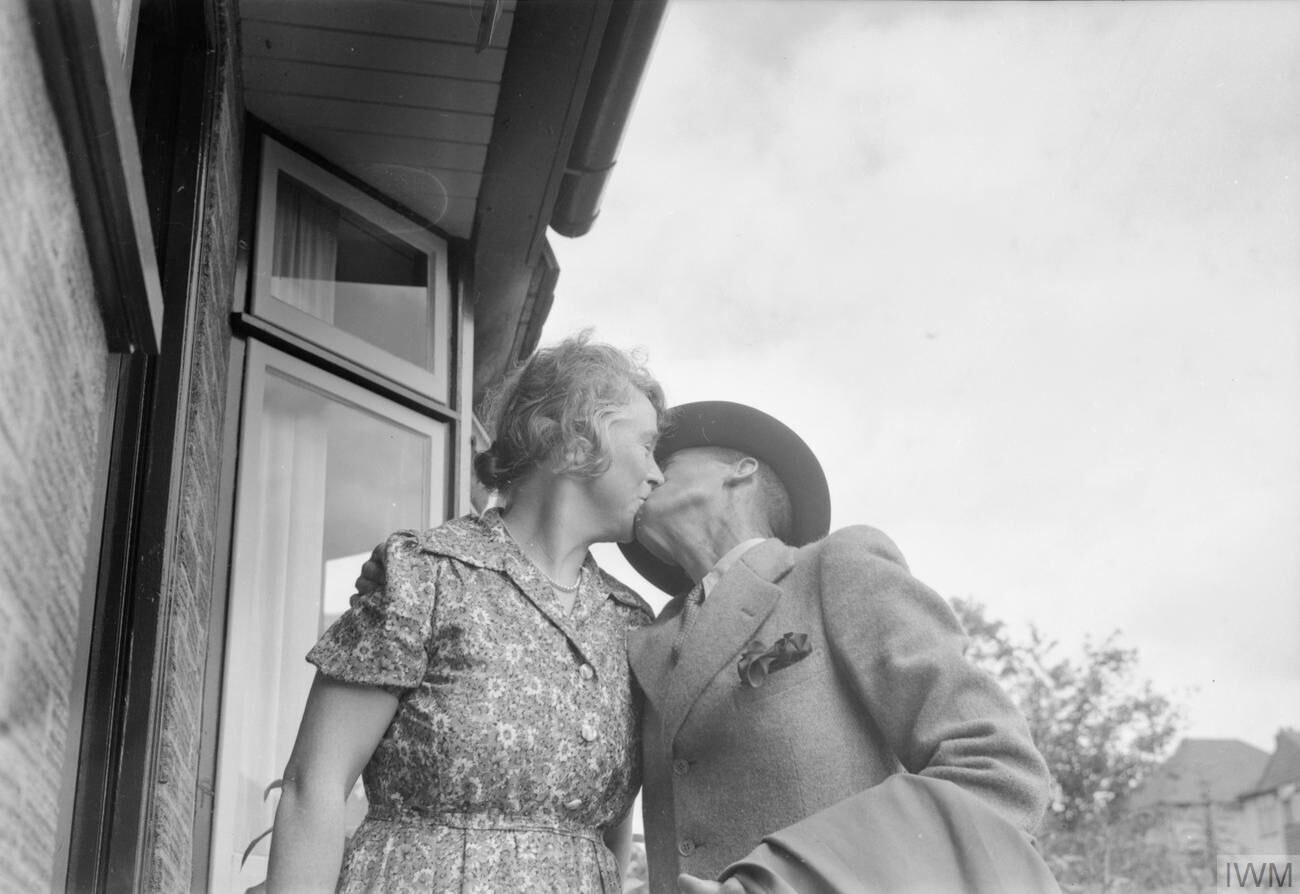
帰宅して妻にキスをするスティルウェル曹長。復員スーツとして受け取ったシングルスーツを着用している（1945年頃）。

復員スーツ（ふくいんスーツ、英: Demob suit）は、第二次世界大戦後に復員兵の市民生活復帰を支援するためにイギリス軍が支給した背広服である。品質自体に問題は無かったものの、一度に数百万人分を調達しなければならなかった都合から、多くの復員兵がサイズの合わない背広服を受け取ることとなった。そのため、しばしば戦後イギリスにおけるコメディの題材とされた。

## 定義
「復員」 (demobilization) を短縮した「デモブ」(demob [diːˈmɑb]) という表現は、1930年代から使われていた。第一次世界大戦時にも復員兵に対する背広服の支給は行われていたが、「復員スーツ」(Demob suit) という表現は通常第二次世界大戦後に支給された背広服のみを指す。

## 背景
1945年6月18日以降、年齢や勤務期間に応じて段階的に復員したイギリス軍人は数百万人を数えた。復員兵の大多数は入隊時に平服を処分していたため、彼らを市民生活に復帰させるためにも一揃いの平服を支給しなければならなかった。しかし、当時は衣類も配給制度の対象とされており、大量の配給切符がなければ十分な背広服を調達することができず、また背広服の生産自体も大幅に遅延していた。
当時、陸海空軍はそれぞれ平服集積所 (Civilian Clothing Depot) と協力して個別の復員支援局 (Demobilisation Centre) を運営していた。陸軍復員支援局は兵器科によって管理されていた。アクスブリッジには空軍復員支援局があった。

## スーツ

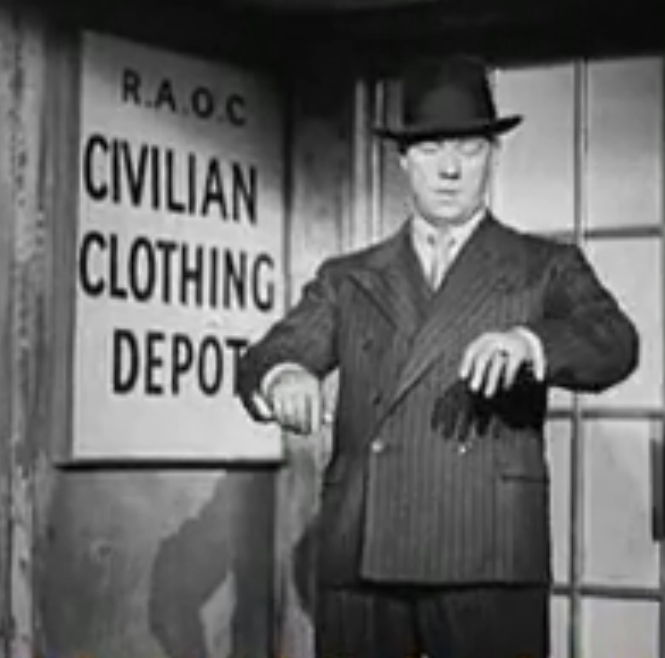
平服集積所で背広服を受け取った復員兵。一部の復員兵は、支給される背広服が「昔のギャング」のようだったことに不満を述べていたという。

復員支援局では軍服と平服の交換が行われた。いわゆる復員スーツはこの時に支給される平服一式の一部であった。帝国戦争博物館によれば、平服一式には以下の衣類が含まれた。
- フェルト帽1つ、またはハンチング帽1つ
- ダブルかつピンストライプのスリーピース・スーツ、またはシングルのジャケットとフランネルズボン
- シャツ2着と付け襟
- ネクタイ1つ
- 革靴
- レインコート1着

それ以外にも手袋、下着、靴下、山高帽などが支給される場合もあったとする文献もある。また、その他の衣類を別途調達するための衣類配給切符、たばこの特別配給切符、鉄道片道乗車券も共に支給された。軍服を持ち帰ることも認められていたが、多くの復員兵は軍服を返却し、平服一式を詰めたスーツケースだけを持って復員支援局を後にした。1945年末まで、週あたりおよそ75,000着の復員スーツが調達された。主要な供給元の1つはバートン社で、一説には復員スーツが一揃いで支給されることとバートンの創業者モンタギュー・バートンの名から、「一切合切」(the works) を意味する俗語フル・モンティが造語されたとも言われている。その他にはフィフティ・シリング・テイラーやシンプソンズ・オブ・ピカデリーも復員スーツの供給を行っていた。
復員スーツは当時十分調達可能だった最も高級な材料で作られており、いわゆる実用服（配給用の安価・低質な衣類）ではなかったが、常に全てのサイズの背広服が用意されていたわけではなく、在庫不足からサイズの合わないスーツを支給される者も少なくなかった。そのため、復員スーツはしばしば嘲笑とユーモアの対象となった。ある復員兵はズボンが「非友好的」 (unfriendly) であると言い、「彼らは私の足から距離を取り、半旗を掲げ喪に服した」(They kept their distance from my feet, in mourning at half mast.) と語った。また別の復員兵は支給された背広服について、「唯我独尊な奴のように、敵対的で威圧的だ」(looked as hostile and intimidating as the bloke pushing it my way) と語った。
復員兵は自分の順番が回ってきた時点で在庫があった背広服を受け取った。時には着用者と大幅にかけ離れたサイズの背広服しか用意されていない事もあったが、その場合は後日改めてオーダーしたものが郵送されることになっていたので、通常支給される復員スーツよりも身体にあったものを受け取ることができた。支給された背広服は大部分が同じデザインだったので、軍服と引き換えに復員スーツを受け取ることを「制服からまた別の制服へ」と捉える者も多かった。ある復員兵は「おれがライトグレイ、ピンストライプの復員スーツを着て胸を張って街を歩いている時、周りを見回すと、誰が復員兵かはすぐに分かった。みんな制服を着ているんだ、ライトグレイのピンストライプスーツを！」と語っている。同じ理由から、復員スーツ自体の「愛国的起源」を隠せないのが恥ずかしいとしてほとんど着用しなかったと語る者もいる。それでも大多数の復員兵にとっては最初に手に入った平服であり、戦後もフォーマルウェアとして長らく使われていくことになる。

## 闇市での流通
衣類の配給制度は、背広服をはじめとする平服の需要を闇市にもたらした。そのため、復員支援局前にはしばしば闇屋が立ち、出てくる復員兵たちから平服一式を10ポンドほどで買い取っていた。これは議会でも一時問題として取り上げられたが、平服一式は既に復員兵たちの私物であるとされたため、政府としての対策は行われなかった。

## 画像
以下に示すのはオリンピアに設置された復員支援局平服集積所の様子である（いずれも情報省の記録写真）。

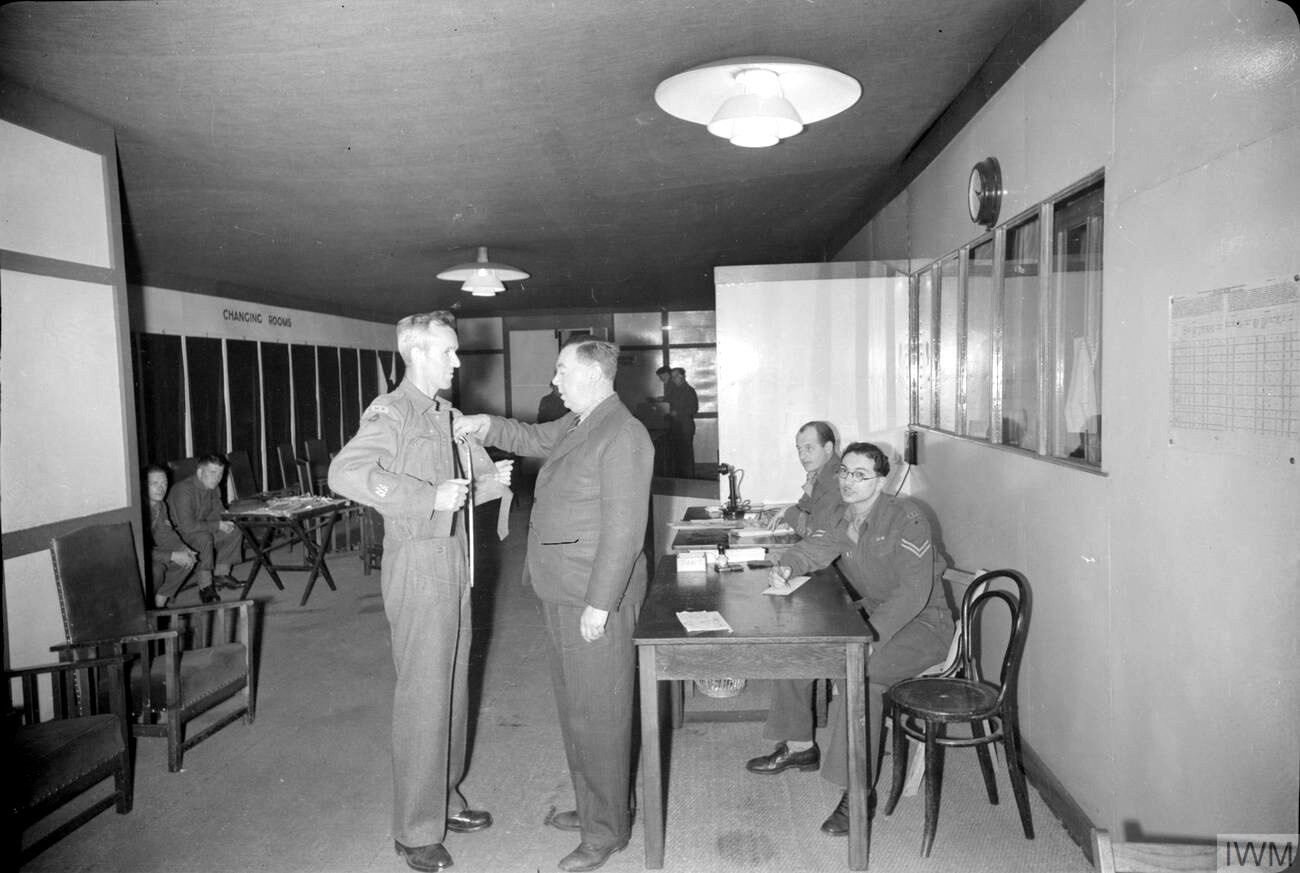
復員スーツ支給に先立ち採寸を行うスティルウェル曹長
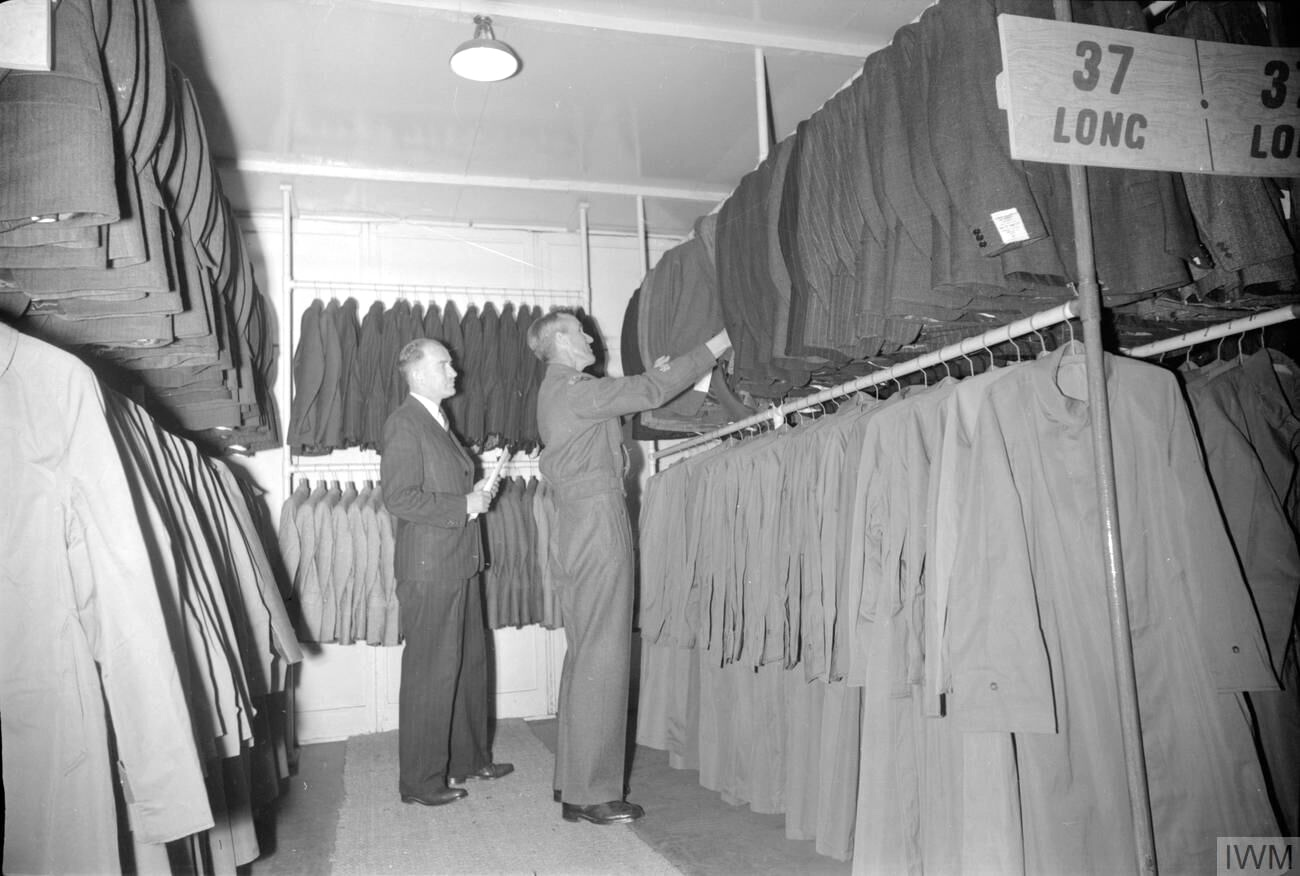
ジャケットを選ぶスティルウェル曹長
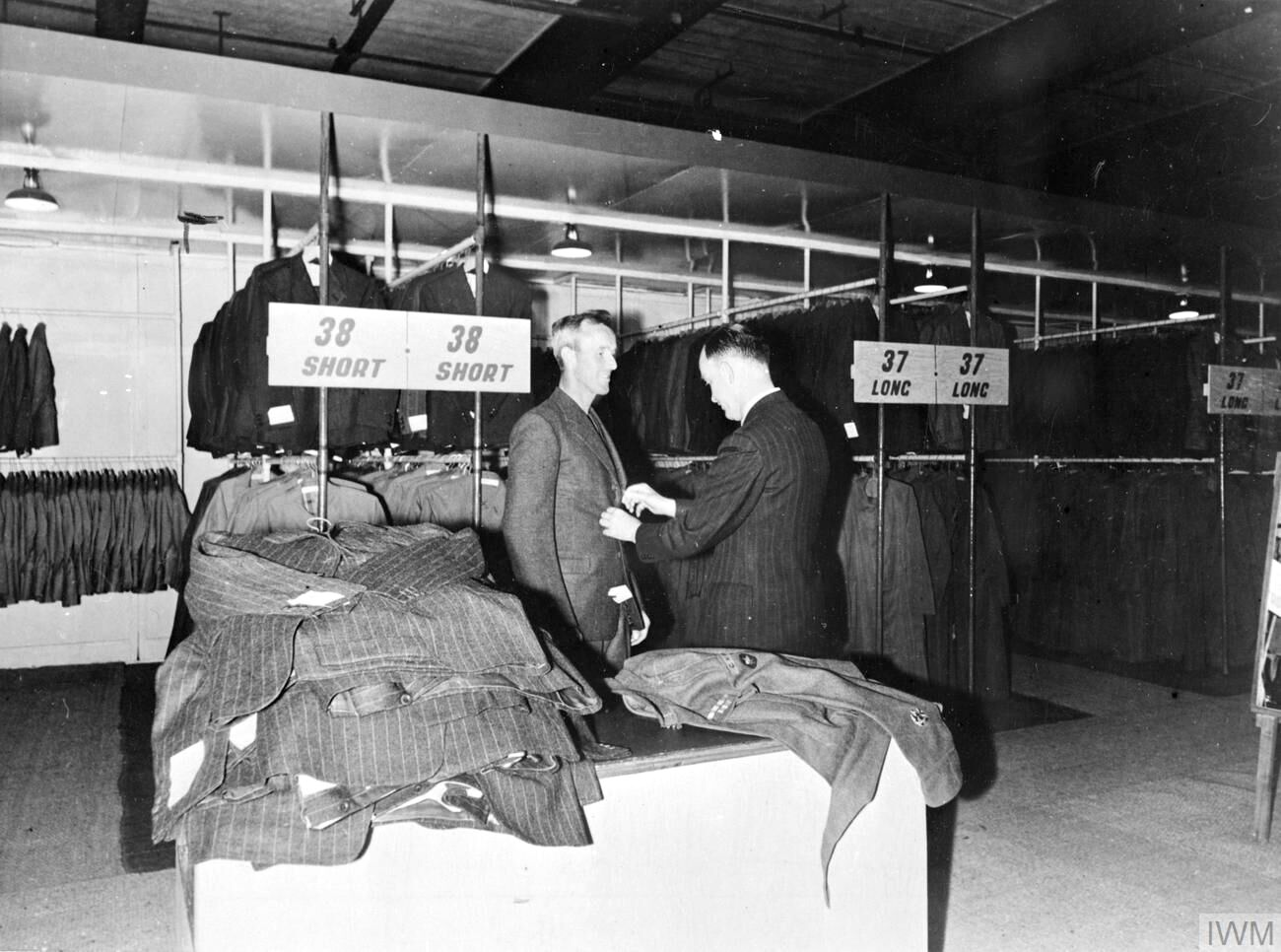
復員スーツの試着を行うスティルウェル曹長
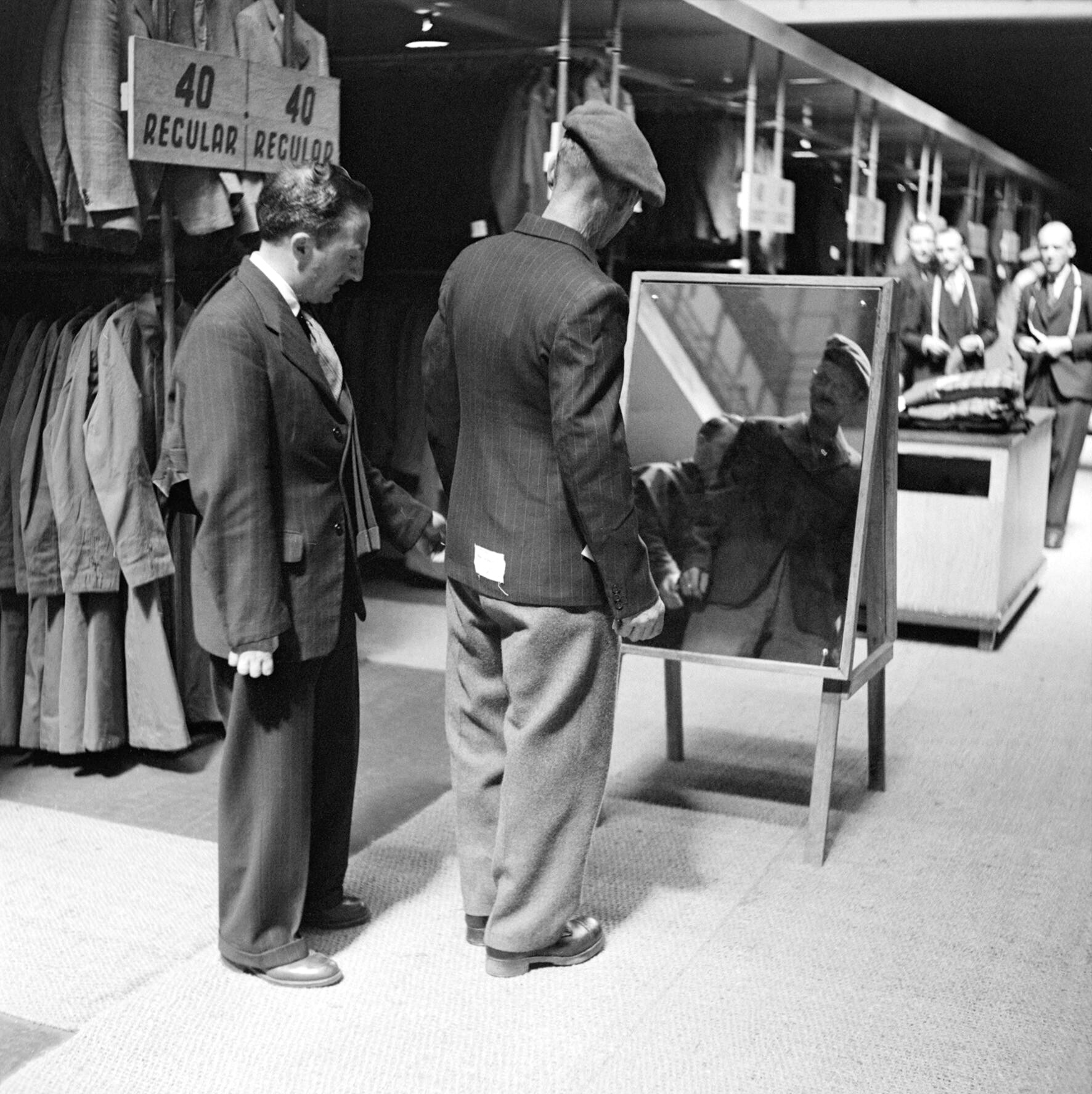
復員スーツを選ぶビル・クレッパー上等兵
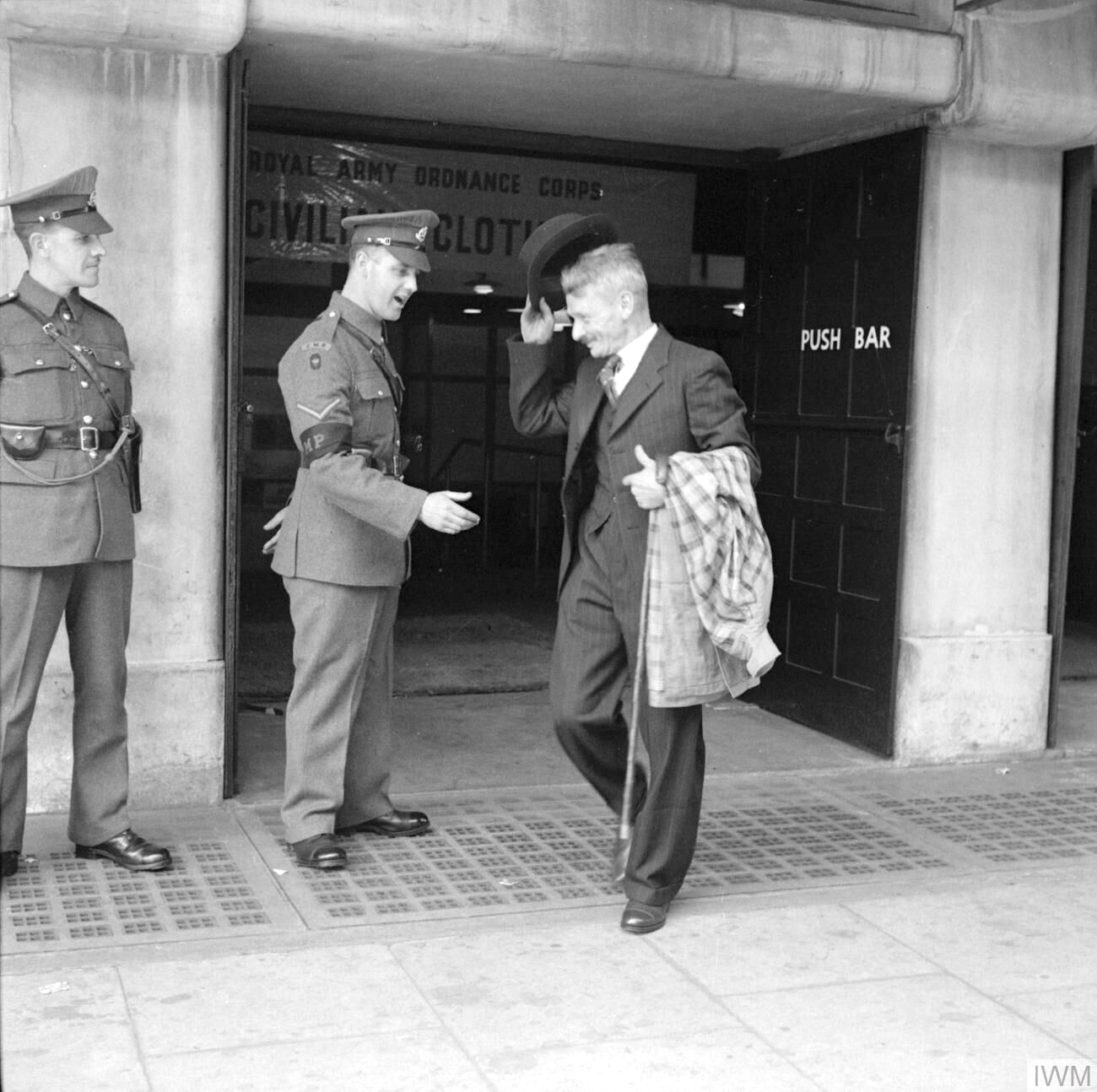
復員スーツを着用して復員支援局を後にするビル・クレッパー
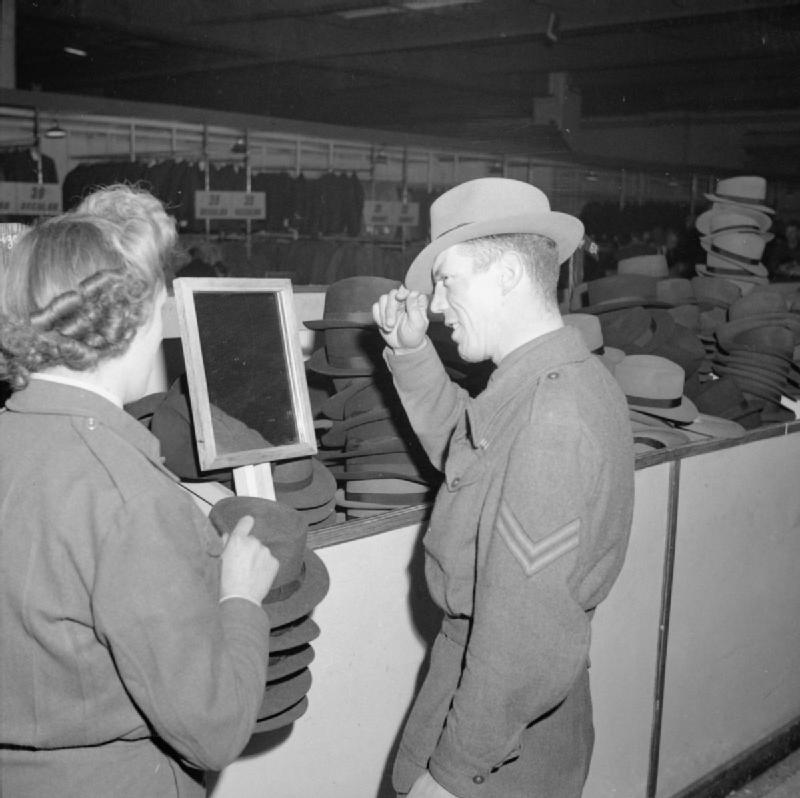
帽子を選ぶジョージ・エドワード・コリガン伍長。補助を行っている女性はATS隊員
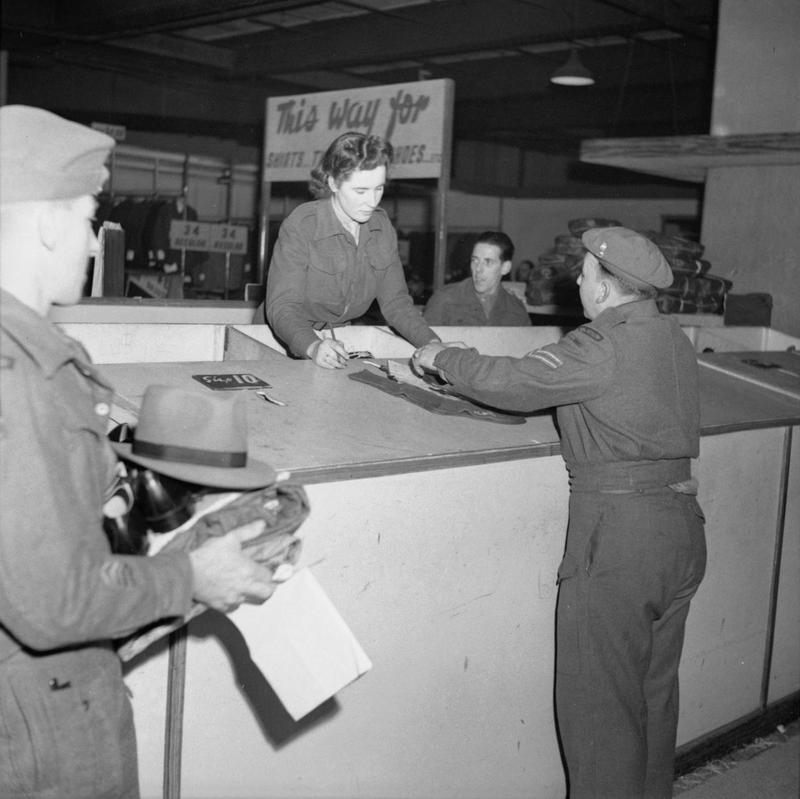
平服一式の受取り手続きを行う復員兵

## フィクションでの描写
1945年、J・B・プリーストリーは復員兵の戦後を描いた小説『Three Men In New Suits』を発表した。自身も復員兵の1人であるアンソニー・パウエルは、1968年の小説『The Military Philosophers』の最後でオリンピアの復員支援局の様子を描いた。

## コメディでの描写
第二次世界大戦後のイギリスにおいて、数百万人に支給された復員スーツは多くの国民が共有できる話題の1つであり、しばしばコメディの題材とされた。とりわけ、サイズが大きすぎた、あるいは小さすぎたことが冗談のネタにされた。復員兵だったコメディアンのノーマン・ウィズダムは、常にきついスーツを着て舞台に立っていたため、評論家から「復員スーツの道化師」(Pagliacci in a demob suit) と呼ばれていた。ウィズダムの訃報でも、彼が愛用した「サイズの合わない、ズボンのずり上がった復員スーツ」(ill-fitting, half-mast demob suit) に触れられている。同じく復員兵だったコメディアンのフランキー・ハワードも、サイズの合わない復員スーツを着用して舞台に立っていたことで知られる。